# 384 Burdigala
384 Burdigala (mednarodno ime je 384 Burdigala) je asteroid tipa S (po Tholenu in SMASS) v asteroidnem pasu. 

## Odkritje
Asteroid je odkril francoski astronom Fernand Courty ( 1862 – 1921) 29. januarja 1894 v Bordeauxu. Poimenovan je po latinskem imenu za Bordeaux v Franciji.

## Lastnosti
Asteroid Burdigala obkroži Sonce v 4,32 letih. Njegova tirnica ima izsrednost 0,147, nagnjena pa je za 5,590° proti ekliptiki. Njegov premer je 36,93  km .